# Ancelle di Cristo Re
Le ancelle di Cristo Re (in spagnolo Esclavas de Cristo Rey) sono un istituto religioso femminile di diritto pontificio: le suore di questa congregazione pospongono al loro nome la sigla A.C.R.

## Storia
Le origini della congregazione risalgono all'associazione della Milizia di Gesù, fondata nel 1928 a Tudela dal gesuita Pedro Legaria y Armendáriz (1878-1956).
Il 3 maggio 1941 Nicanor Mutiloa, vescovo di Tarazona, eresse il sodalizio in congregazione religiosa e mutò il titolo originale in quello di "ancelle di Cristo Re".
L'istituto ricevette il pontificio decreto di lode l'8 marzo 1958.

## Attività e diffusione
Le suore si dedicano principalmente all'organizzazione di esercizi spirituali e ritiri, ma anche alla catechesi, alla preparazione dei fidanzati al matrimonio e all'istruzione della gioventù.
Oltre che in Spagna, sono presenti in Italia e nelle Americhe (Argentina, Colombia, Messico, Venezuela); la sede generalizia è a Burlada, in Navarra.
Alla fine del 2008 la congregazione contava 325 religiose in 42 case.